# Tomasz Stankiewicz
Tomasz Stankiewicz, född 28 december 1902 i Warszawa, död 21 juni 1940 i Palmiry, var en polsk tävlingscyklist.
Stankiewicz blev olympisk silvermedaljör i lagförföljelse vid sommarspelen 1924 i Paris.